# Araceli Peris Jarque
Araceli Peris Jarque (Alcora, 23 d'agost de 1971) és una advocada i política valenciana, senadora per Castelló en la IX i X legislatures 

## Biografia
Llicenciada en dret per la UNED, exerceix d'advocada des de 1998. Militant del Partit Popular, després de les eleccions municipals espanyoles de 1999 fou nomenada regidora de benestar social de l'ajuntament d'Alcora, on serà cap del grup municipal popular després de les eleccions municipals de 2003 i regidora d'indústria i turisme després de les de 2011.
A les eleccions generals espanyoles de 2008 i 2011 fou escollida senadora per la província de Castelló. Ha estat portaveu de la Comissió de Treball i Seguretat Social del Senat. En 2014 fou encarregada d'instruir el procediment intern obert dins del Partit Popular contra l'alcaldessa de Novelda, Milagrosa Martínez Navarro, quan fou processada pel cas Gürtel.